# مریج‌محله
مریج محله، روستایی است از توابع بخش دابودشت شهرستان آمل در استان مازندران ایران.این روستا جزء محدود روستا هایی است که ناصرالدین شاه اسمش را در سفرنامه اش به مازندران آورد و از این روستا تعریف کرد. فاصله این روستا با شهر های سرخرود حدود ۵ کیلومتر، فریدونکنار ۹ کیلومتر و بابلسر ۱۹ کیلومتر است. مریج محله از روستا های کهن استان مازندران به شمار می‌رود.

## جمعیت
این روستا در دهستان دابوی میانی قرار دارد و براساس سرشماری مرکز آمار ایران در سال ۱۳۸۵، جمعیت آن ۲۱۳۴ نفر (۵۵۳خانوار) بوده‌است.